# Sybra maculiclunis
Sybra maculiclunis là một loài bọ cánh cứng trong họ Cerambycidae.